# Biclonuncaria deutera
Biclonuncaria deutera es una especie de polilla de la familia Tortricidae. Se encuentra en Minas Gerais, Brasil.